# خودکشی در کره جنوبی

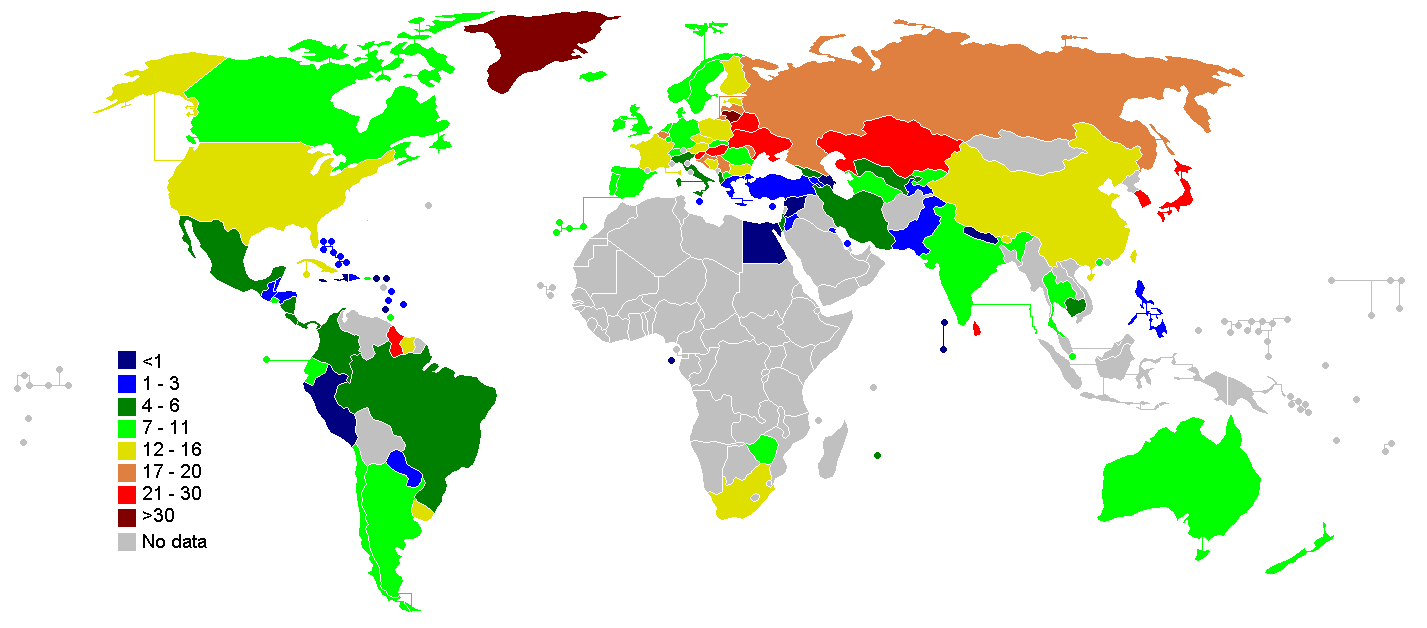
نرخ خودکشی کره جنوبی در هر ۱۰۰٬۰۰۰ تن در مقایسه با دیگر کشورها بر پایه داده‌های سازمان بهداشت جهانی این سازمان ادعا دارد چین، هند، روسیه، ایالات متحده آمریکا، ژاپن و کره جنوبی بیش‌ترین تاثیرگذاران نرخ بالای خودکشی در جهان هستند.

خودکشی در کره جنوبی یک مشکل بسیار جدی و رایج است به طوری که این کشور دومین کشور از نظر نرخ خودکشی در جهان و نخستین در میان کشورهای سازمان همکاری اقتصادی و توسعه است.
یکی از دلایل چنین آمار بالای خودکشی کره جنوبی در میان کشورهای توسعه‌یافته بالا بودن میزان خودکشی در میان سالمندان این کشور است که این خود به سبب فقیر بودن این قشر است؛ به طوری که بیش از نیمی از سالمندان این کشور زیر خط فقر زندگی می‌کنند. همچنین تور ایمنی اجتماعی در این کشور برای سالمندان به خوبی عمل نمی‌کند و این سبب می‌شود که آن‌ها برای آنکه باری روی دوش دیگران نباشند، اقدام به از بین بردن خود می‌کنند و این به این سبب است که در قرن ۲۱ نظام اجتماعی سنتی کره جنوبی که در آن فرزندان می‌بایست از سالمندان خانواده‌شان مراقب کنند، از بین رفته‌است. از همین روی، آنان که در روستاها زندگی می‌کنند، تمایل بیش‌تری برای خودکشی دارند.
با این حال تلاش‌های پیش‌بینانه دولت به منظور کاهش نرخ خودکشی در این کشور در سال ۲۰۱۴ نتایج خوبی دربرداشته‌است. در این سال نرخ خودکشی در کره جنوبی ۲۷٫۳ تن در هر ۱۰۰٬۰۰۰ تن بوده که این یک کاهش ۴٫۱ درصدی نسبت به سال پیش از آن یعنی ۲۰۱۳ با نرخ خودکشی ۲۸٫۵ تن در هر ۱۰۰٬۰۰۰ تن را نشان می‌دهد.

## آمار

نرخ خودکشی برپایه سن و جنسیت در کره جنوبی به سال ۲۰۱۲ و در هر ۱۰۰٬۰۰۰ تن

نرخ فقر در میان سالمندان کره جنوبی به سال ۲۰۱۱، در میان کشورهای عضو سازمان همکاری اقتصادی و توسعه، بیش‌ترین بوده‌است.

### سن
یکی از دلایل بالا بودن نرخ خودکشی در کره جنوبی، میزان بالای خودکشی سالمندان این کشور است.که البته میزان خودکشی در قشر جوان هم بسیار دیده می شود و از آنجا که قشر جوان از مشکلات درسی و مدرسه ای رنج میبرند مانند آزار و اذیت های فیزیکی و لفظی از سوی برخی انسان ها باعث شده است نوجوانان و جوانان این کشور نتوانند به خوبی از پس مشکلات خود بر بیایند از آنجا که نظام حمایتی اجتماعی در کره جنوبی ضعیف عمل می‌کند، سالمندان برای آنکه باری بر روی دوش فرزندانشان نباشند، اقدام به خودکشی می‌کنند. در قرن ۲۱، نظام اجتماعی سنتی کره جنوبی که در آن، فرزندان خود را موظف به حمایت از پدر و مادر پیر خود می‌دانستند، به شدت از میان رفته‌است. در نتیجه آن‌ها که در روستاهای این کشور ساکنند، بیش‌تر اقدام به خودکشی می‌کنند.
همچنین نرخ خودکشی نوجوانان و جوانان محصل یا دانشجو در این کشور، به نسبت، بالاست.

### جنسیت
به‌طور متوسط، مردان دوبرابر بیش از زنان اقدام به خودکشی می‌کنند. اما نرخ تلاش برای خودکشی در میان زنان بالاتر است. برپایه پژوهشی، از آنجا که مردان از روش‌های خشن‌تر و کشنده‌تری برای خودکشی بهره می‌برند، آمار مرگ ناشی از خودکشی‌شان بیش از زنان است. میزان خطر مرگ در خودکشی مردان، ۳۷٫۱۸٪ و زنان، ۳۴٪ است. در تحقیقی مشخص شد که این بدین سبب است که زنان بیش‌تر برای جلب توجه اقدام به خودکشی نمایشی می‌کنند در حالی که مردان با قصد مرگ دست به این کار می‌زنند.
کره جنوبی در مقایسه با دیگر کشورهای عضو سازمان همکاری اقتصادی و توسعه، دارای بیش‌ترین آمار خودکشی زنان یعنی ۱۵ تن در هر ۱۰۰٬۰۰۰ تن است در حالی که نرخ خودکشی مردان ۳۲٫۵ تن در هر ۱۰۰٬۰۰۰ تن است.

### موقعیت اجتماعی و اقتصادی
موقعیت اجتماعی و اقتصادی یک جامعه با سنجش سطح آموزش و پرورش، میزان روستانشینی و میزان محرومیت در زندگی، به دست می‌آید. دلیل اینکه بیش‌تر جوانان کره جنوبی مایل به خودکشی هستند، پایین بودن سطح موقعیت اجتماعی-اقتصادیشان است. استرس بالا، کم‌خوابی، مصرف الکل و کشیدن سیگار، از جمله دیگر دلایل هستند. مشقت اقتصادی مهم‌ترین دلیل خودکشی در سالمندان این کشور ذکر شده‌است. از آن‌جا که ۷۱٫۴٪ از سالمندان در کره جنوبی هیچ‌گونه تحصیلاتی ندارند و ۳۱٫۷ درصدشان در مناطق روستایی زندگی می‌کنند، بیش‌تر در معرض مشکلات اقتصادی و در نتیجه، بروز تعارض‌های خانوادگی و مشکل در سلامت روان هستند. همه این کاراها دست به دست هم می‌دهند تا میزان خودکشی یا افکار خودکشی در این کشور رو به افزایش باشد.

### مناطق
استان گانگوون با نرخ خودکشی ۳۷٫۸۴٪ دارای بالاترین نرخ خودکشی در کشور کره جنوبی است. پس از گانگوون، چونگچئونگنام-دو دومین و جیونبوک سومین ناحیه از نظر نرخ خودکشی هستند. اولسان، گانگوون و اینچئون دارای بیش‌ترین نرخ خودکشی سالمندان ۶۵ سال به بالا هستند. دئگو دارای بالاترین نرخ خودکشی میان افراد ۴۰ تا ۵۹ ساله است. در نهایت، گانگوون، جیونام و چانگنام دارای بالاترین نرخ خودکشی افراد ۲۰ تا ۳۹ سال هستند.

## روش‌ها
از آنجا که حمل و در اختیار داشتن سلاح گرم در کره جنوبی از لحاظ قانونی بسیار محدودیت دارد، تنها یک سوم زنان این کشور با روش‌های خشونت‌آمیز خودکشی می‌کنند. مسمومیت رایج‌ترین روش خودکشی است؛ به طوری که نزدیک به نیمی از خودکش‌های زن در این کشور از آفت‌کش‌ها برای خودکشی بهره می‌برند. ۵۸٫۳٪ از خودکشی‌ها از ۱۹۹۶ تا ۲۰۰۵ به روش مسمومیت با آفت‌کش‌ها بوده‌است. یکیدیگر از روش‌های رایج به دار آویختن است. همچنین گاهی این خودکشی‌ها با روش‌های برنامه‌ریزی نشده و به صورت تصادفی اتفاق می‌افتند.

## نمونه‌ها

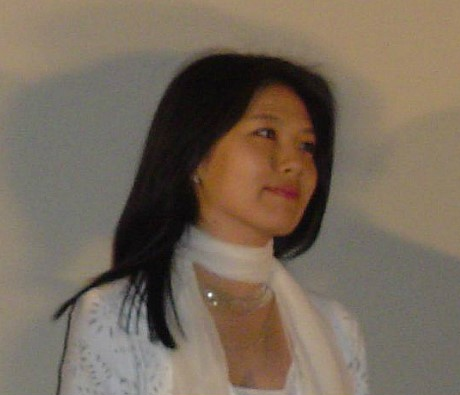
لی ایون جو در سن ۲۴ سالگی خودکشی کرد.

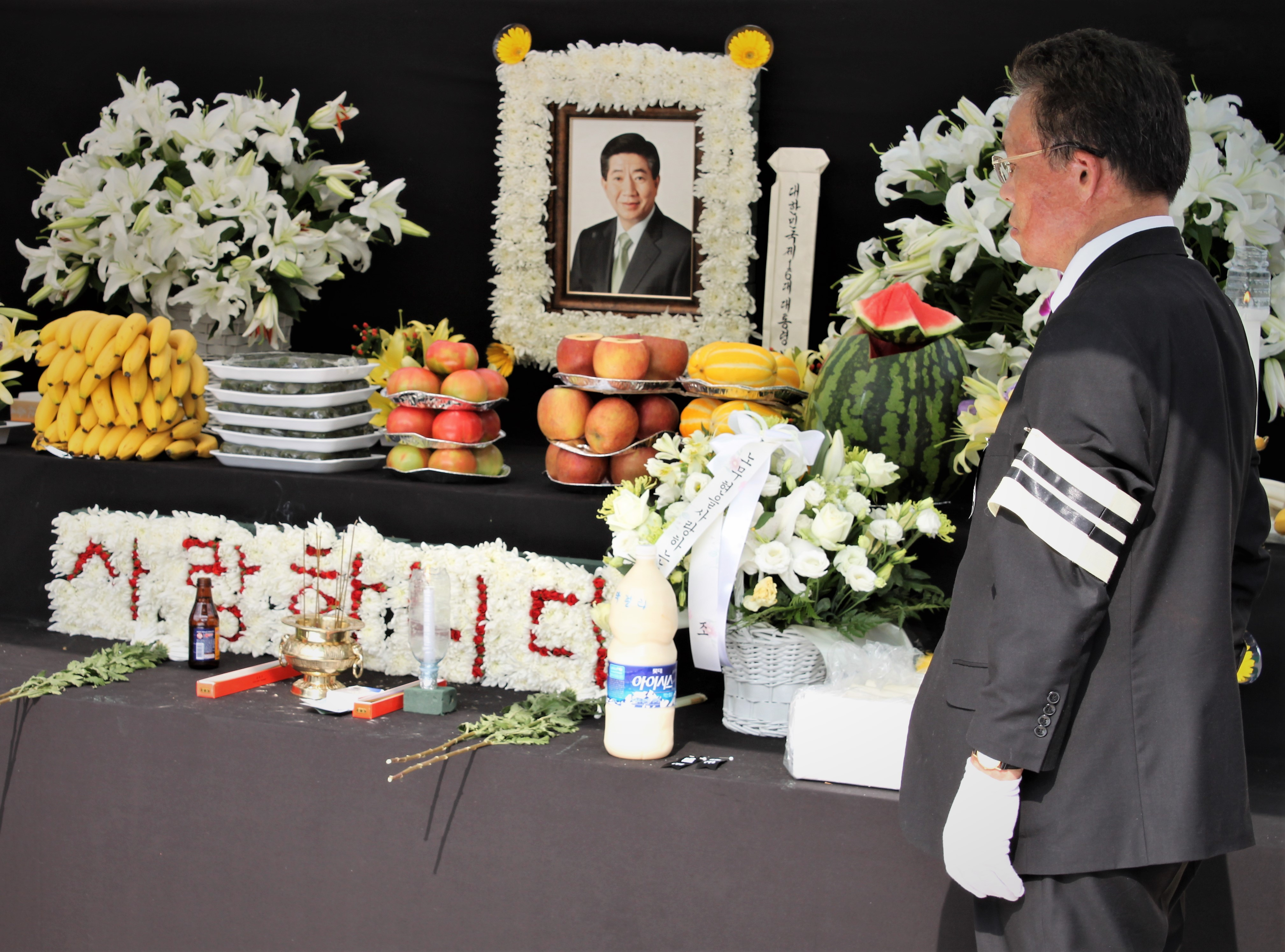
رو مو هیون، رئیس‌جمهور پیشین کره جنوبی به تاریخ ۲۳ می ۲۰۰۹ و به روش پریدن از یک صخره با ارتفاع ۴۵ متر که در پشت خانه‌اش در ناحیه بونگا مائول قرار داشت، خودکشی کرد.

در سال ۲۰۰۵، لی ایون جو بازیگر، که در فیلم‌هایی چون تائه‌گوکی و داغ ننگ نقش‌آفرینی کرده بود، در سن ۲۴ سالگی خودکشی کرد. رئیس‌جمهور پیشین کره جنوبی رو مو هیون نیز خود را از یک صخره به پایین پرتاب کرده و جان سپرد. ابرمدل دائول کیم، به تاریخ ۱۹ نوامبر ۲۰۰۹ در شهر پاریس خودکشی کرد.
سون ون-جانگ، سرمایه‌دار صنعت ساختمان‌سازی، در آوریل ۲۰۱۵ پس از افشا شدن یک فساد سیاسی در کره جنوبی خودکشی کرد و در یک یادداشت خودکشی نام افراد دخیل در آن را ذکر نمود. هنرمند اجرایی، یو؛ نی، به سال ۲۰۰۷ و در ۲۵ سالگی خود را حلق‌آویز کرد. «بازیگر زن کره جنوبی» چوی جین-سیل در سال ۲۰۰۸ و پس از او شوهرش چو سانگ-مین در سال ۲۰۱۳ خودکشی کرد.
همچنین برخی خودکشی‌ها در این کشور در پاسخ به تراژدی‌های اتفاق افتاده صورت گرفته‌اند. دو روز پس از غرق شدن کشتی اِم‌وی سئول، در آوریل ۲۰۱۴، یک مدیر دبیرستان که نجات یافته بود، خودکشی نمود. وی مسئول سفر دانش‌آموزان بوده‌است. مدیر شرکت فری (Ferry company) نیز با خودکشی مشکوکی از دنیا رفت. در اکتبر ۲۰۱۴، یک مأمور انتظامی پس از کشته شدن ۱۶ تن در یک کنسرت که وی شاهد مرگشان بود، اقدام به خودکشی کرد. در سال ۲۰۱۵ پس از سانحه ژیان-باس، یک مأمور دولتی که با آن سازمان در ارتباط بود، در سفری به چین خود را از پنجره اتاق هتلی که در آن اقامت داشت به بیرون پرتاب کرد.
- کیم جونگ هیون عضو گروه شاینی در ۱۸ دسامبر ۲۰۱۷ در آپارتمان خود با منوکسید کربن خودکشی کرد…

حدود ساعت ۶:۳۰ عصر جونگهیون بیهوش شده از سوختن خاک زغال (مونوکسید کربن) پیدا شده
به بیمارستان انتقال داده شده
در راه بیمارستان فوت کرده
پلیس گانگنام فوت جونگهیون رو تأیید کرده
جونگهیون برای خواهرش نامه‌ای به جا گذاشته بوده
کمپانی اس ام فوت او را تأیید کرد

## دلایل

### رسانه‌ها
برپایه پژوهشی، در کره جنوبی پس از خودکشی و مرگ مشاهیر، میزان خودکشی افزایش می‌یابد. این پژوهش مشخص کرد که سه مورد از یازده مورد خودکشی مشاهیر، بیش‌تر باعث افزایش نرخ خودکشی شده‌است. این کارا آن چنان قوی هست که تأثیر آن بر میزان نرخ خودکشی، مثل تأثیر بی‌کاری یا مشکلات روحی و روانی است. همچنین میزان پوشش رسانه‌ای این گونه خودکشی‌ها، به افزایش نرخ خودکشی و در پی‌آمد آن، خودکشی تقلیدی دامن می‌زند. برخی حتی عیناً همان روش خودکشی مشاهیر را برای خودکشی خود برمی‌گزینند. به‌طور مثال پس از خودکشی لی اون جو، بازیگر، به روش به دار آویختن و در سال ۲۰۰۵، عده بیش‌تری از این روش برای خودکشی استفاده کردند.
همچنین طی تحقیقی مشخص شد که استفاده زیاد از اینترنت نیز می‌توان فرد را به خودکشی سوق دهد. میان ۱٬۵۷۳ تن از دانش‌آموزان دبیرستانی، ۱٫۶٪ از اعتیاد به اینترنت رنج می‌بردند و ۳۸٪ نیز در خطر آن قرار داشتند. این دو دسته از دانش‌آموزان در بیش‌تر در معرض خطر خودکشی قرار داشتند.

### خانواده
بسیاری از مردم طی جنگ کره یتیم شده یا یکی از اعضای خانواده‌شان را از دست داده‌اند. در یک گروه تصادفی از ۱۲٬۵۳۲ تن، ۱۸٫۶٪ از پاسخ‌دهندگان پدر و مادر زیستی خود را از دست داده‌اند که فقدان مادر در این گونه خانواده‌ها سبب خودکشی‌های بیش‌تری نسبت به فقدان پدر شده‌است. طی پژوهشی مشخص شده‌است که پسران سنین ۱ تا ۴ و ۵ تا ۹ ساله، با از دست دادن مادر، شاهد افزایش خطر خودکشی در بزرگ‌سالی هستند. همچنین دختران ۵ تا ۹ ساله با از دست دادن مادر خطر خودکشیشان در بزرگ‌سالی بسیار افزایش می‌یابد.

### اقتصاد
طی سال‌های ۱۹۹۷ و ۱۹۹۸، یک بحران اقتصادی که در آسیا آغاز شده بود، دامن‌گیر کره جنوبی نیز شد که در آن این کشور با ۶٫۹٪ بیکاری مواجه شد. طی تحقیقی مشخص شد که این شدت افزایش بی‌کاری با افزایش در نرخ خودکشی‌ها همبستگی مستقیمی داشت. علاوه بر بی‌کاری، افزایش نرخ طلاق نیز سبب افزایش ابتلا به اختلال افسردگی اساسی، که یک عامل مهم در خودکشی است، گشت. دورکیم معتقد است که بحران اقتصادی سبب برهم خوردن نظم جامعه به گونه‌ای می‌شود که فرد دیگر قادر نیست نیازها و انتظاراتش را بآورده کند و چنانچه فرد نتواند خود را با این برهم‌خوردگی نظم تطبیق دهد، همین، سبب سوق داده شدن وی به سمت خودکشی می‌شود.
پارک و لستر با بررسی خودکشی‌های تا تاریخ ۲۰۰۳ اشاره می‌کنند که بیکاری یکی از مهم‌ترین کاراها در میزان بالای نرخ خودکشی است. در کره جنوبی به‌طور سنتی این وظیفه فرزندان است که از پدر و مادر خود مراقبت کنند. اما این سنت‌ها با جامعه مدرن که در آن مشاغل تخصصی‌تر و رقابتی‌تر شده‌اند، سازگار نیست و از همین روی، سالمندان برای آنکه مانعی بر سر راه فرزندانشان در راه پیشرفت نباشند، اقدام به قربانی کردن خود می‌کنند.

### آموزش و پرورش
هر دانش‌آموز در کره جنوبی موظف است در «امتحان توانایی دانش‌اندوزی» (CSAT) شرکت نماید. آموزش و پرورش در این کشور به شدت رقابتی است و ورود به یک دانشگاه معتبر، کاری دشوار است. آغاز سال تحصیلی در این کشور ماه مارس و پایان آن ماه فوریه سال بعد است و هر سال تحصیلی به دو ترم تقسیم‌بندی شده‌است. یک دانش‌آموز دبیرستانی در کره جنوبی به تقریب روزانه ۱۶ ساعت از زمانش را برای مدرسه یا امور مرتبط با آن صرف می‌کند و این تنها به سبب رقابتی بودن نظام آموزشی در این کشور است. همچنین نحوه نمره‌گذاری آزمون‌ها در این کشور خود کارایی است که به رقابتی‌تر شدن تحصیلات می‌انجامد. تا سال ۲۰۱۲، دانش‌آموزان در کره جنوبی از دوشنبه تا جمعه هفته بعد و پیش از ۲۰۰۵، هر روز از دوشنبه تا شنبه هفته بعد به مدرسه می‌رفتند.
با آنکه این نظام آموزش و پروش در کره جنوبی سبب شده که این کشور همواره در رتبه‌بندی‌های آموزشی جهانی، دارای رتبه نخست یا رتبه‌های بالا باشد، استرس و فشار بیش از حد که بر دانش‌آموزان وارد می‌آید را کودک‌آزاری قلم‌داد می‌شود. همین، یکی از کاراهای بالا بودن نرخ خودکشی میان نوجوانان ۱۰ تا ۱۹ ساله در این کشور دانسته شده‌است.

## واکنش‌ها
کره جنوبی، برنامه‌ای زیر نام «راه‌کارهایی به منظور پیشگیری از خودکشی» را تهیه دیده که «اهداف آن، افزایش آگاهی عمومی، بهبود وضعیت گزارش خودکشی‌ها در رسانه‌ها، ارتقا دیدبانی خودکشی، محدود کردن دسترسی به ابزار خودکشی و بهبود وضعیت درمانی افراد در خطر خودکشی» هستند. همه این اهداف به منظور افزایش آگاهی‌ها و در نتیجه طلب کمک از طرف دولت است. در حال حاضر میزان اثربخشی این گونه راه‌کارها چه در کره جنوبی و چه دیگر کشورهایی که چنین برنامه‌هایی به منظور پیشگیری از خودکشی را به اجرا درآورده‌اند، در دست بررسی است. وزارت آموزش و پرورش یک برنامه موبایل طراحی و راه‌اندازی کرده تا فعالیت دانش‌آموزان در فضای رسانه‌های اجتماعی از جمله پیام‌ها و جستجوهای آن‌ها را به منظور پایش خطر خودکشی در دانش‌آموزان، بررسی کنند.
از آنجا که گزارش خودکشی در رسانه‌ها سبب افزایش نرخ آن نیز می‌شود، دولت کره جنوبی «راهنمایی‌هایی به منظور نحوه انتشار این گونه اخبار در رسانه‌های چاپی» را ارائه کرده‌است. از جمله این راهنمایی‌ها این است که به جای آنکه در رسانه‌ها از مسائل و دلایلی که سبب شده فردی خودکشی کند، سخنی آورده شود، در رابطه با کاراهای احتمالی و خطر خودکشی هشدار داده شود.
یکی دیگر از برنامه‌های پیشگیرانه دولت کره جنوبی، آموزش افراد کلیدی جامعه همچون آموزگاران، مددکاران اجتماعی، داوطلبان و رهبران جوانان در رابطه با خودکشی و راه‌های پیشگیری از آن است. نخستین گروه از این اشخاص مهم که آموز می‌گیرند، کسانی هستند که با زنان، سالمندان و افراد با درآمد کم سروکار دارند. برای آنکه نتیجه این تلاش‌ها به بیش‌ترین حد برسد، دولت، میزان پیشرفت این افراد کلیدی را در دوره‌های مختلف مورد ارزیابی قرار می‌دهد.
همچنین برخی روش‌های جسمانی نیز به منظور پیشگیری از خودکشی مورد بهره‌برداری قرار می‌گیرند. مثلاً دولت «میزان دسترسی به ابزار کشنده» را کاهش داده‌است. از جمله آن‌ها می‌توان به انواع سم‌ها، مونوکسید حاصل از زغال و سکوهای قطار اشاره کرد. این کار سبب می‌شود تا نرخ خودکشی‌های تکانشی (ناگهانی) کاسته شود.